# Matthew Targett (piłkarz)
Matthew Robert Targett (ur. 18 września 1995 w Eastleigh) – angielski piłkarz występujący na pozycji obrońcy w Newcastle United.

## Kariera klubowa
Targett dołączył do klubu w wieku 8 lat, wychwycony przez skautów. W składzie meczowym po raz pierwszy pojawił się na meczu pucharu ligi angielskiej, jednak nie dostał szansy gry od trenera.
26 sierpnia 2014 roku Targett zadebiutował w pierwszym zespole Southampton w meczu pucharu ligi angielskiej z Millwall, wygranym 2-0. Rozegrał cały mecz. Debiut w Premier League nastąpił 27 sierpnia z Queens Park Rangers, wygranym 2-1. Anglik zmienił Dušana Tadicia w 89 minucie.

### Wypożyczenie do Fulham
22 stycznia 2018 roku na zasadzie wypożyczenia dołączył do Fulham. 10 lutego zdobył swoją pierwszą bramkę w zremisowanym 1:1 spotkaniu z Boltonem. 26 maja wystąpił na Wembley w finałowym meczu play-offów o awans do Premier League przeciwko Aston Villi. Rozegrał całe spotkanie a jego drużyna pokonała The Villans 1:0 i zapewniła sobie awans do najwyższej klasy rozgrywkowej w Anglii.

## Kariera reprezentacyjna
Targett początkowo grał dla Szkocji, później zdecydował się reprezentować Anglię. W dniu 17 listopada 2014 roku strzelił pierwszą bramkę na arenie międzynarodowej w meczu U-20 przeciwko Portugalii. Brał też udział w zwycięskim turnieju w Toulon w 2016 roku.

## Sukcesy

### Klubowe
Southampton
Młodzieżowa drużyna
- Premier League Cup U21: 2014/15

Dorosła drużyna
- Finalista pucharu Ligi Angielskiej: 2016/17